# Galearis
Galearis é um género botânico pertencente à família das orquídeas (Orchidaceae).